# Псевдопотенціал

Відмінність у справжній хвильовій функції валентного електрона у кулонівському потенціалі (синій колір) та хвильовій функції електрона в полі в псевдопотенціалу (червоний колір)

Псевдопотенціал — ефективне потенціальне поле, що використовується в квантовій механіці замість реальних кулонівських потенціалів для спрощення математичної задачі.
Потреба у використанні псевдопотенціалів виникає, наприклад, при описі валентних електронів важких атомів. Валентні електрони перебувають далі від ядра, ніж електрони внутрішніх оболонок. Розв'язування багатоелектронної квантової задачі — дуже важке завдання, тому для його спрощення розглядають тільки валентні електрони, але в певному ефектривному полі, яке враховує екранування поля ядра електронами внутнішніх оболонок, релятивістські поправки тощо.
Хвильові функції валентних електронів не мають вузлів в області остова, водночас добре відтворюючи поведінку електрона на великих віддалях від ядра атома.